# Île de Sverdrup
Pour les articles homonymes, voir Sverdrup.
Ne doit pas être confondu avec île Sverdrup.
L'île de Sverdrup (en danois : Sverdrup Ø) est une île inhabitée située à l'extrême nord du Groenland, dans la zone du parc national du Nord-Est du Groenland. Elle doit son nom à Otto Sverdrup.

## Géographie
L'île de Sverdrup est située à l'ouest de la Terre de Nansen, au nord de la Terre de Freuchen, à l'embouchure du fjord J.P. Koch dans la mer de Lincoln, et à l'est de l'île Elison et de l'île John Murray. Elle a une superficie de 436 km2 et un littoral de 130 kilomètres.
Le détroit de Chipp, à l'ouest, sépare l'île de Sverdrup de la petite île Elison, et le détroit de Mascart, à l'est, la sépare de la terre de Nansen. Le fjord Lemming, qui s'ouvre au nord-ouest de l'île, s'étend profondément vers le sud, coupant presque l'île en deux. L'île est montagneuse, son plus haut sommet culminant à 1 317 m. 